# Biglietto da visita
Il biglietto da visita o biglietto di visita è una tessera, tipicamente in cartoncino, con nome e cognome spesso integrati da una serie di altri dati personali organizzati in un layout artistico originale e personalizzato. Nel XVIII secolo, in Europa, la servitù dell'aristocratico in visita consegnava il biglietto da visita alla servitù del nobile ospitante come gesto ufficiale di introduzione dei loro padroni.

## Storia

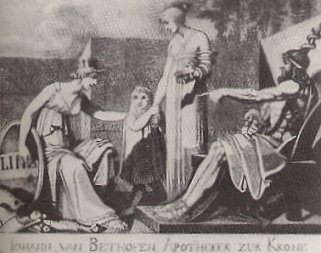
Biglietto da visita di Johann van Beethoven, fratello di Ludwig van Beethoven

Secondo gli antichi cerimoniali cinesi, ogni persona che si recava a visitare un mandarino si annunciava con una striscia di carta, sulla quale erano riportati il suo nome e gli eventuali attributi e titoli che gli competevano.
Pericle faceva precedere le sue visite alla bella Aspasia da un dono, al quale univa una striscia di papiro sulla quale era vergato solo il suo nome.
Il biglietto da visita viene inventato in Francia attorno al 1700.

In Italia iniziarono a diffondersi attorno al 1730. Il biglietto da visita è ricordato in una commedia di Goldoni, "Il Cavalier Giocondo", del 1755: 
Originariamente erano dei cartoncini manoscritti, verso il 1750 cominciarono a diffondersi modelli stampati, i primi esemplari col solo nome della persona, i successivi arricchiti da motivi decorativi e stemmi.
Nel XIX secolo, uomini e donne avevano bisogno di biglietti da visita per mantenere il loro status sociale o per salire nella società. Queste piccole carte, delle dimensioni di un moderno biglietto da visita, di solito presentavano il nome del proprietario e talvolta un indirizzo. Le carte telefoniche venivano lasciate a casa, inviate a privati o scambiate di persona per vari scopi sociali. Conoscere e seguire le “regole” del biglietto da visita segnalava il proprio stato e le proprie intenzioni.
Alcuni biglietti da visita includevano raffinati ornamenti incisi, lettere in rilievo e stemmi. Tuttavia, il biglietto da visita standard del XIX secolo nel Regno Unito era un semplice biglietto con nient'altro che il nome del portatore su di esso: a volte poteva essere presente anche il nome di un club per gentiluomini, ma senza indirizzo. I biglietti da visita erano conservati in custodie per carte altamente decorate.
Il biglietto da visita non è più la caratteristica universale della vita della classe medio-alta e della classe alta che era una volta in Europa e nel Nord America. Molto più comune è il biglietto da visita commerciale, in cui i dettagli di contatto, inclusi indirizzo e numero di telefono, sono essenziali. Ciò ha portato all'inclusione di tali dettagli anche sui moderni biglietti da visita domestici: la New Etiquette di Debrett nel 2007 ha approvato l'inclusione di indirizzi privati e di club (rispettivamente in basso a sinistra e a destra) ma afferma che l'inclusione di un numero di telefono o di fax sarebbe "un solecismo".
Secondo il Debrett's Handbook del 2016, la carta di un gentiluomo tradizionalmente indicava il suo titolo, grado, indirizzo privato o di servizio (in basso a sinistra) e club (in basso a destra) oltre al suo nome. I titoli dei pari sono forniti senza trattamento (ad esempio semplicemente "Duke of Wellington"); i titoli di cortesia sono analogamente indicati come "Lord John Smith", eccetera; non viene utilizzato il trattamento "Hon." per gli onorevoli, ma invece vengono utilizzati Mr, Ms, eccetera. Coloro che non hanno titoli di nobiltà o titoli di cortesia possono utilizzare titoli ecclesiastici, gradi militari, "Professore" o "Dottoressa", o Signor, Signora, eccetera. Per arcivescovi, vescovi, decani e arcidiaconi, viene utilizzato il titolo territoriale (come ad esempio "The Bishop of London"). Gli uomini possono usare i loro nomi o le iniziali, mentre una donna sposata o vedova può usare il nome del marito (uso tradizionale) o il proprio. Le uniche lettere post-nominali utilizzate sono quelle che indicano l'appartenenza alle forze armate: ad esempio, "Capitano J. Smith, RN" (qualora appartenga alla Royal Navy). La Social Card, che è una versione moderna del biglietto da visita, presenta il nome di una persona, il numero di cellulare e l'indirizzo e-mail, con un indirizzo di residenza opzionale raramente incluso; le carte sociali familiari includono i nomi di genitori e figli.
Il moderno biglietto da visita è più spesso utilizzato per lavoro e contiene la ragione sociale e il logo della ditta, il nome e la mansione della persona oltre a una serie più o meno completa di dati anagrafici fra cui indirizzo e recapito telefonico sono praticamente sempre presenti, accompagnati sempre più spesso da indirizzo di e-mail e da altre informazioni essenziali che non dovrebbero mai mancare.

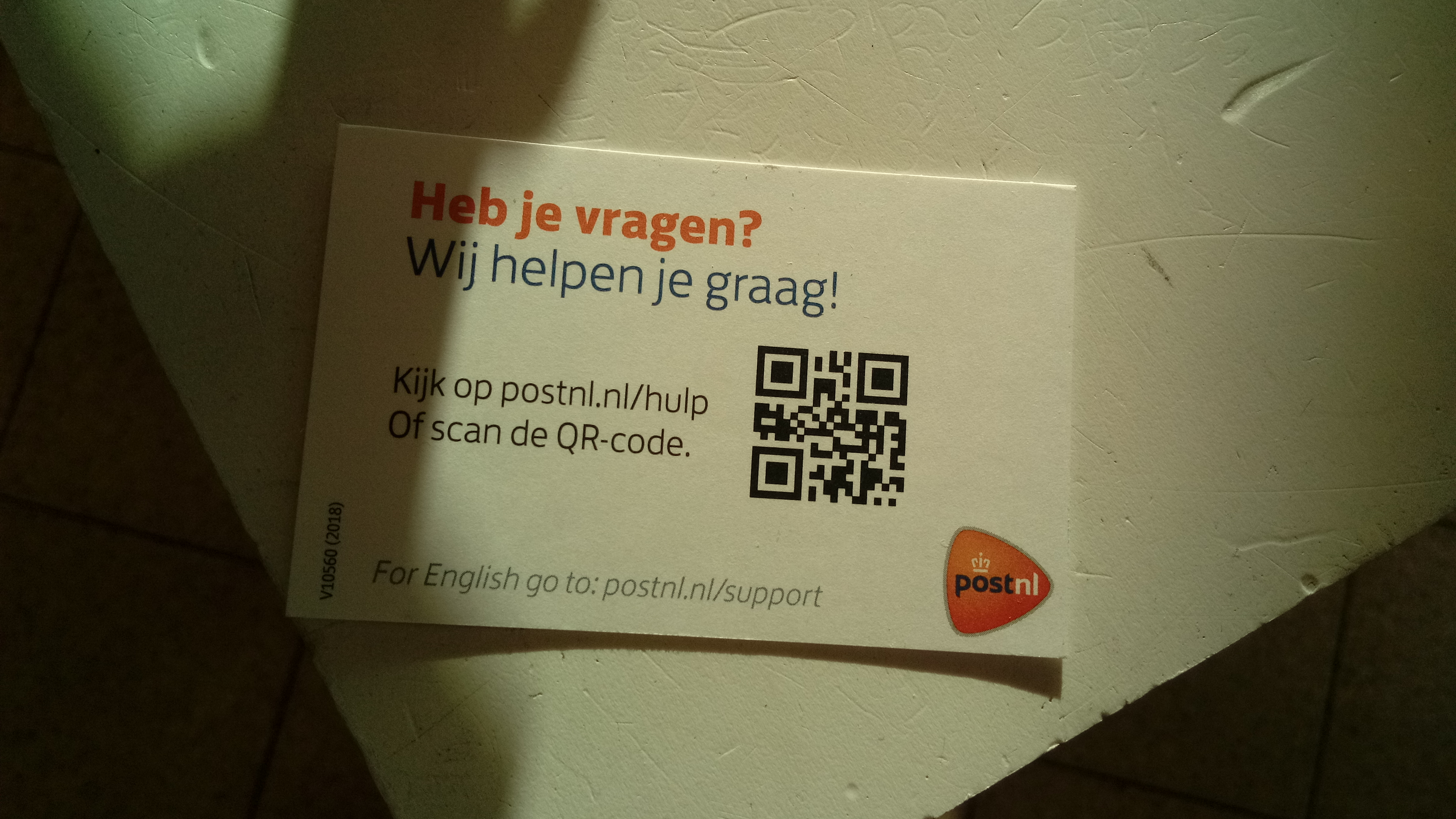
Esempio di biglietto da visita moderno con codice QR

Talvolta può essere indicato anche il recapito privato dell'utilizzatore del biglietto. Presso chi svolge certe attività e all'estero va diffondendosi l'uso di inserire nel contenuto del biglietto anche una fotografia del titolare del biglietto stesso.
Per quanto riguarda il supporto, la maggior parte dei biglietti da visita sono realizzati su cartoncino da 350 g/m², ma sono sempre più usati materiali particolari come plastica (PVC) da 300 micrometri (biglietti da visita metallizzati, trasparenti, bianchi, policristallo) e da poco anche il cartoncino gommato, che riscuote sempre più successo, talvolta con labbratura a specchio.
Da notare che il supporto plastificato comporta problemi di biodegradabilità, che possono indurre chi riceve il biglietto a rifiutarlo: in questo modo se ne vanificherebbe lo scopo. Il formato più usato è 8,5 cm × 5,5 cm da 350 g/m² non plastificato. Molto diffuso anche il formato largo 14 cm che può essere imbustato e spedito.
Il formato è piuttosto vario anche se recentemente va sempre più affermandosi il formato "carta di credito" per la sua praticità. Non molto diffusi sono i biglietti da visita con forme diverse dal classico rettangolo, o ripiegati mentre più comuni sono i biglietti fronte e retro con gli stessi dati in due lingue diverse sulle due facce.
In casi rari gli studi creativi progettano biglietti da visita particolari facenti parte del guerrilla marketing che presentano delle funzionalità come ad esempio cavatappi, chiavi inglesi, segnalibri.

## Dimensioni comuni
| Larghezza | Altezza | Usato in                                                                   |
| --------- | ------- | -------------------------------------------------------------------------- |
| 85 mm     | 55 mm   | Germania, Italia, Francia, Spagna, Svizzera, Paesi Bassi, Austria, Turchia |
| 88.9 mm   | 50.8 mm | Stati Uniti, Regno Unito, Canada (3½ × 2 pollici)                          |
| 90 mm     | 55 mm   | Australia, India, Svezia, Norvegia, Danimarca                              |
| 90 mm     | 54 mm   | Hong Kong                                                                  |
| 90 mm     | 50 mm   | Argentina, Finlandia, Russia, Ungheria, Polonia, Romania                   |
| 91 mm     | 55 mm   | Giappone                                                                   |

| Larghezza | Altezza | Formato               |
| --------- | ------- | --------------------- |
| 74 mm     | 52 mm   | DIN A8                |
| 81 mm     | 57 mm   | DIN C8                |
| 85 mm     | 55 mm   | check card (EU)       |
| 85.6 mm   | 54 mm   | check card (ISO 7810) |
| 100 mm    | 65 mm   | check card with photo |

## Collezionismo
Come tanti altri oggetti anche il biglietto da visita, è, ed è stato, oggetto di collezionismo. In Italia si trovano numerose raccolte di biglietti da visita antichi, normalmente ospitate da musei.

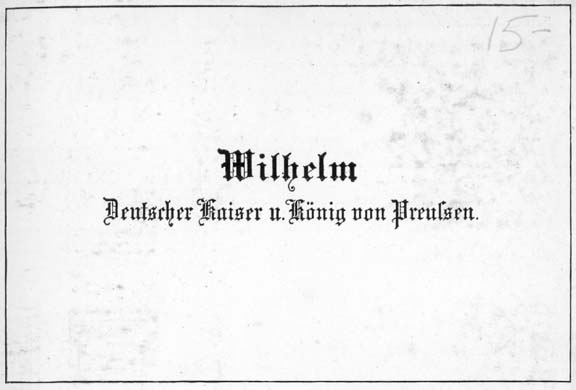
Biglietto da visita del Kaiser Wilhelm
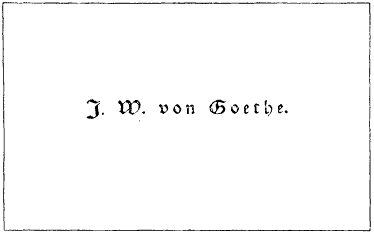
Biglietto di Johann Wolfgang von Goethe
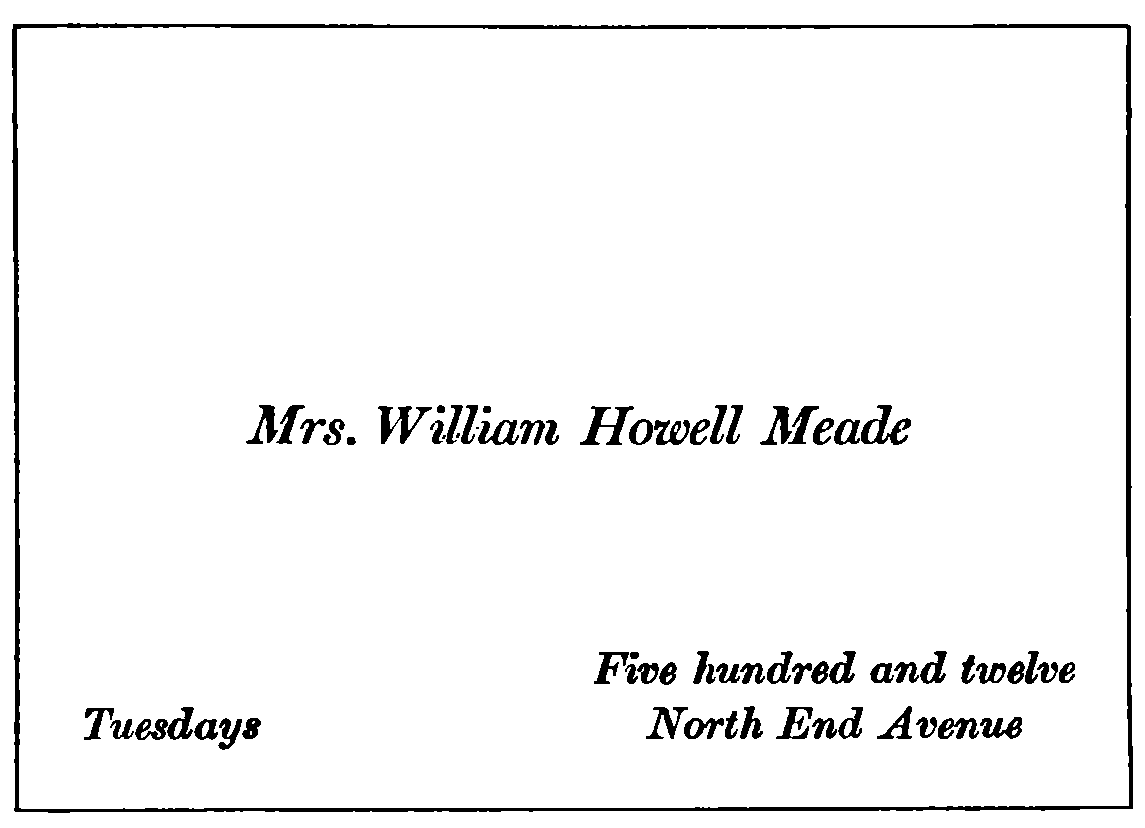
Esempio di biglietto da visita della signora, specificando un giorno "a casa"
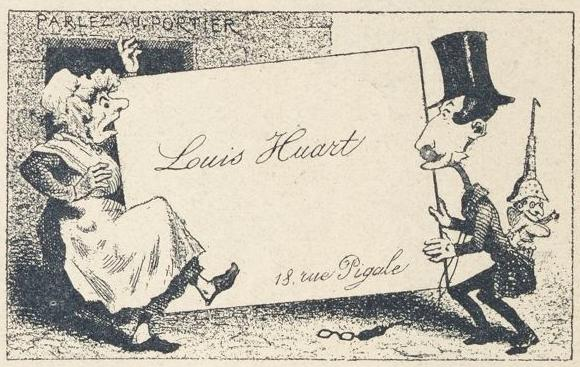
Biglietto da visita di Louis Adrien Huart, caricaturista di Le Charivari
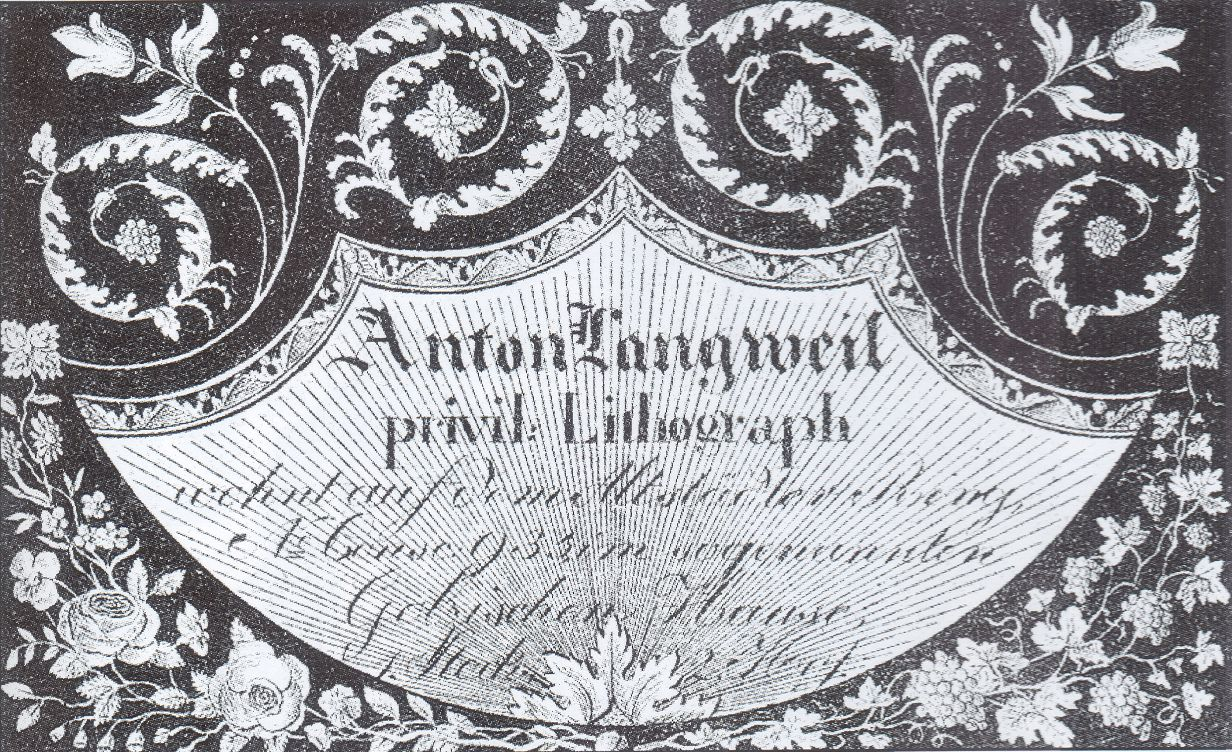
Biglietto di Antonín Langweil
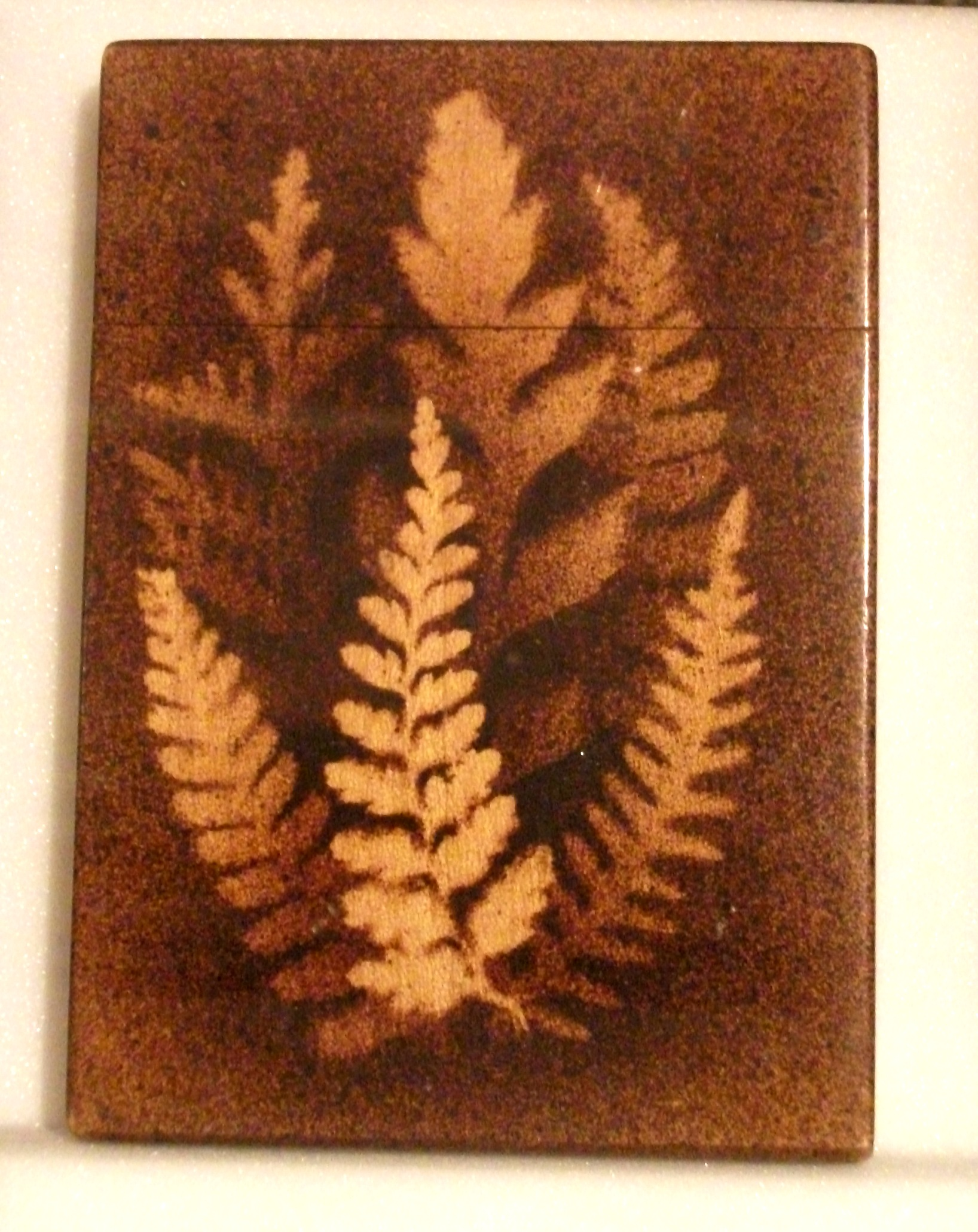
Visiting card case
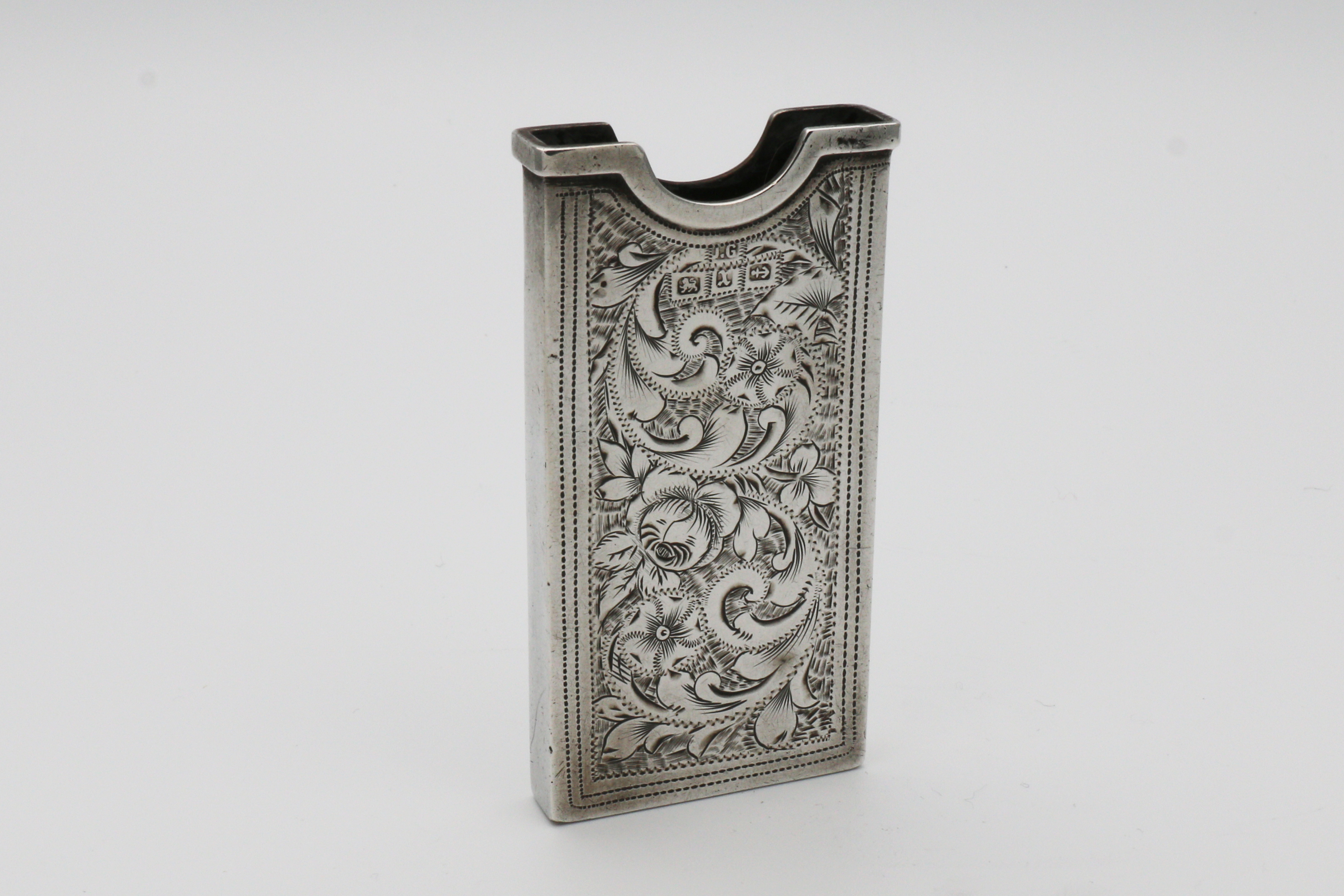
Porta biglietti da visita in argento vittoriano
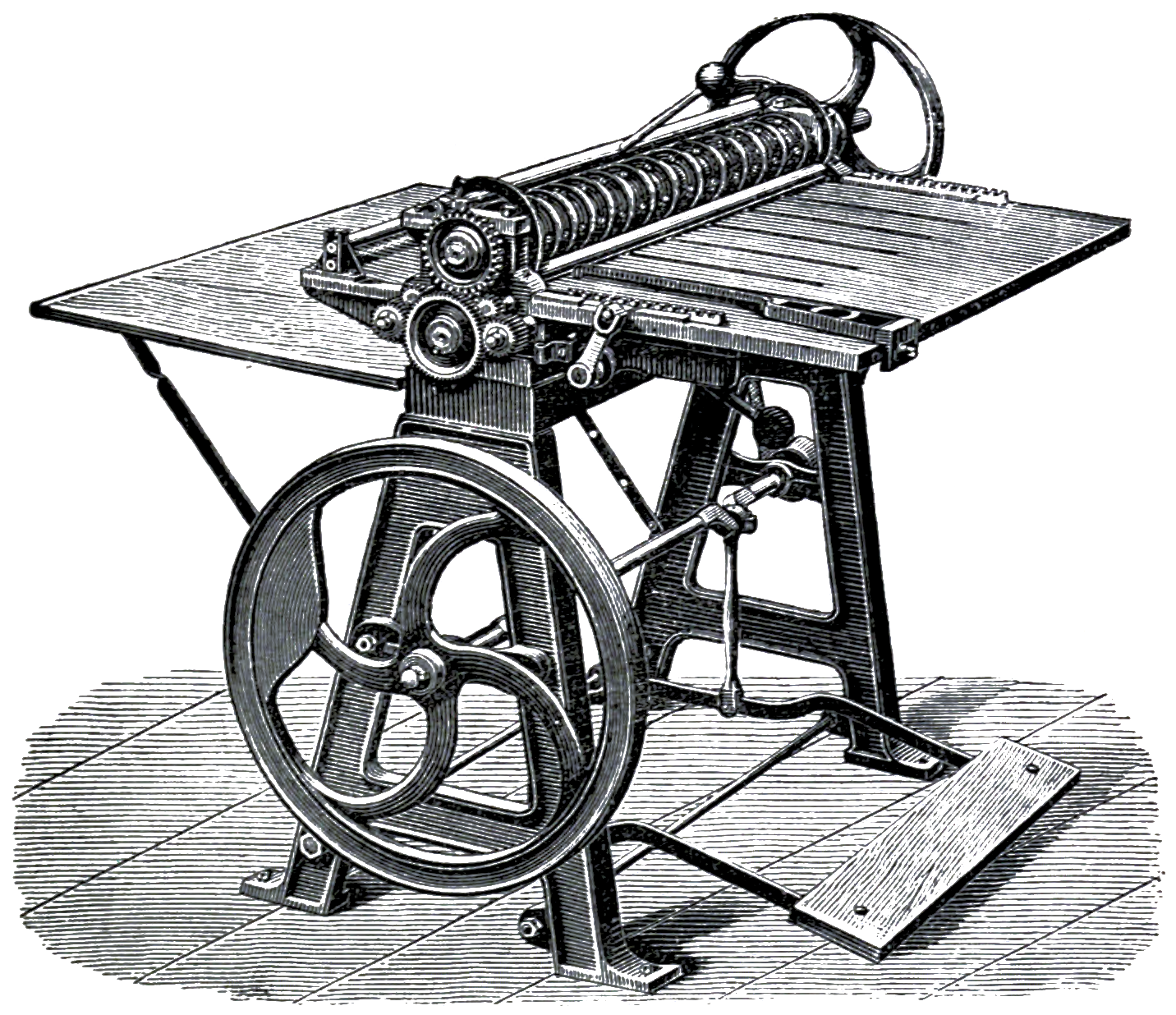
Una macchina da taglio del 1889 in grado di produrre 100.000 biglietti da visita al giorno